# Over Stowey
Over Stowey est une paroisse civile et un village du Somerset, en Angleterre.